# Caminada Reus-Prades-Reus
La caminada Reus-Prades-Reus és una caminada de resitència no competitiva organitzada per l'Associació Excursionista Catalunya de Reus, amb la col·laboració de l'Ajuntament de Reus, que forma part del Circuit Català de Caminades de Resistència (CCCR) de la Federació d'Entitats Excursionistes de Catalunya (FEEC).
La Caminada Reus-Prades-Reus es començà a celebrar l'any 1997. En les darreres edicions, amb un recorregut de gairebé 55 quilòmetres i a prop dels 3.000 metres de desnivell, la prova ha vorejat els 1000 participants. Amb motiu del seu XXVè aniversari, la caminada va tenir la sortida i arribada a la Plaça del Mercadal de Reus, davant de l'Ajuntament de la població. Des de l'any 2022 se celebra també una versió curta de la caminada, amb 20 quilòmetres menys que la caminada llarga.